# Zavrhek
Zavrhek – wieś w Słowenii, w gminie Divača. W 2018 roku liczyła 54 mieszkańców.